# Joscelino III de Edessa
Joscelino III de Edessa (c. 1135 — década de 1190) foi senescal do Reino de Jerusalém e conde titular de Edessa de 1159 até à sua morte. Filho de Joscelino II de Edessa com a sua esposa Beatriz, herdou o título nobiliárquico do pai, apesar de Edessa ter sido perdida para Zengui em 1144 e o resto do condado (incluindo o senhorio de Turbessel) ter sido perdido ou vendido anos antes de Joscelino III assumir o título.

## Perda de Edessa

O Próximo Oriente em 1165, com as cidades de Edessa e Turbessel assinaladas nos territórios muçulmanos

Joscelino III passou a sua infância em Turbessel, residência dos condes de Edessa. A cidade de Edessa, primeira capital do condado, foi-lhes tomada por Zengui a 23 de Dezembro de 1144. A 4 de Maio de 1150 o seu pai foi capturado por Noradine, acabando por morrer na prisão da cidadela de Alepo em 1159.
Vendo-se impossibilitada de defender os seus domínios, em Agosto de 1150 a sua mãe vendeu o que restava do condado ao imperador bizantino Manuel I Comneno. Depois mudou-se com o tesouro da venda para o Reino Latino de Jerusalém, juntamente com Joscelino e as suas irmãs Inês de Courtenay e Isabel (futura esposa de Teodoro II da Arménia).

## Senescal de Jerusalém
Em 1158, a irmã de Joscelino Inês de Courtenay casou-se com o conde Amalrico de Jafa, mas quando este sucedeu ao seu irmão Balduíno III de Jerusalém  no trono em 1162, os barões do reino recusaram-se a aceitar Inês como rainha, e Amalrico anulou o casamento por motivos de consanguinidade. No entanto, os dois filhos desta união, Sibila e o futuro Balduíno IV, foram reconhecidos como legítimos.
A partir de 1164 os estados cruzados envolveram-se no conflito do Califado Fatímida do Egito, tentando ganhar o domínio da região. Quando Amalrico lançou uma campanha contra Shirkuh, Noradine invadiu o Principado de Antioquia como manobra de diversão para aliviar a pressão sobre o seu general. Na batalha de Harim a 12 de Agosto de 1164, Boemundo III de Antioquia, Raimundo III de Trípoli e Joscelino III de Edessa foram derrotados e aprisionados, o que obrigou Amalrico a abandonar apressadamente o Egito.
Boemundo III foi libertado passado pouco tempo, mas Raimundo III permaneceu na prisão até 1173. Depois de resgatado, cercou Homs a 1 de Fevereiro de 1175, obrigando Saladino a levantar o cerco a Alepo. Em agradecimento, o emir desta cidade libertou os seus prisioneiros cristãos, entre os quais Reinaldo de Châtillon e Joscelino III, apesar de também ser relatado que este resgate só ocorreu quando a sua irmã pagou um resgate de 50 000 dinares, provavelmente com uma ajuda do [[tesouro real.
Depois de suceder ao seu pai no trono de Jerusalém em 1174, Balduíno IV de Jerusalém o leproso nomeou o seu tio Joscelino senescal do reino em 1176. Devido à doença rei, tinham-se formado facções pela sua sucessão, e os parentes maternos (entre os quais Joscelino III) tornaram-se rivais dos paternos, liderados pelo conde Raimundo III de Trípoli.

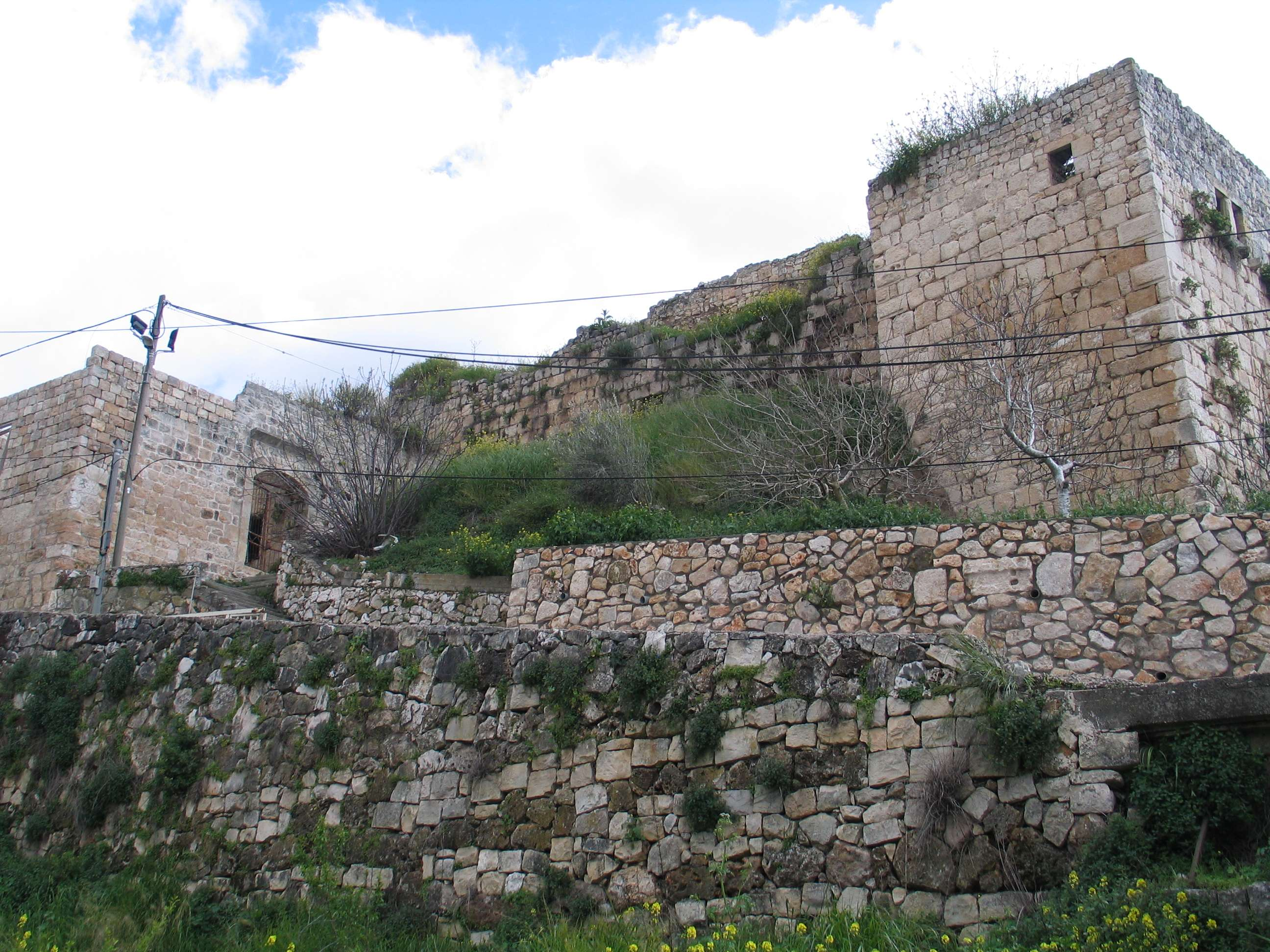
, um castelo dos domínios de Joscelino em Mi'ilya

Em 1180 Joscelino foi enviado como embaixador ao Império Bizantino. Após o noivado da princesa Isabel de Jerusalém (meia-irmã de Balduíno) com Onofre IV de Toron nesse ano, os domínios de Toron passaram para a coroa em troca de um feudo monetário. Em 1182 Balduíno IV cedeu a Joscelino uma parte destes, o Castelo Real em Mi'ilya e várias terras ao redor de São João de Acre, que passaram a constituir o chamado senhorio de Joscelino, e concedeu um a Inês um rendimento do usufruto de Toron. Inês morreria no final de 1184, poucos meses antes do seu filho.
Joscelino tornou-se então guardião do seu sobrinho-neto Balduíno Vem 1185, durante a regência de Raimundo III de Trípoli. Raimundo, que era também pretendente ao trono, temia que o acusassem de conspiração se fosse nomeado como guardião pessoal do jovem e adoentado rei e este morresse. Pelo contrário, Joscelino não era pretendente e, devido aos interesses da sua família, tinha todos os motivos para querer manter o seu sobrinho-neto vivo.
Balduíno V obteve apoio adicional com a chegada da Itália do seu avô paternal Guilherme V de Monferrato, mas morreria em Acre em 1186, e Joscelino e Guilherme escoltariam o caixão até Jerusalém. Entretanto Raimundo III de Trípoli dirigiu-se com Balião de Ibelin a Nablus, numa tentativa de instalar Isabel I de Jerusalém como rainha. No entanto, o golpe falhou e Sibila foi coroada juntamente com o seu segundo esposo Guido de Lusinhão.

## Perda de Jerusalém

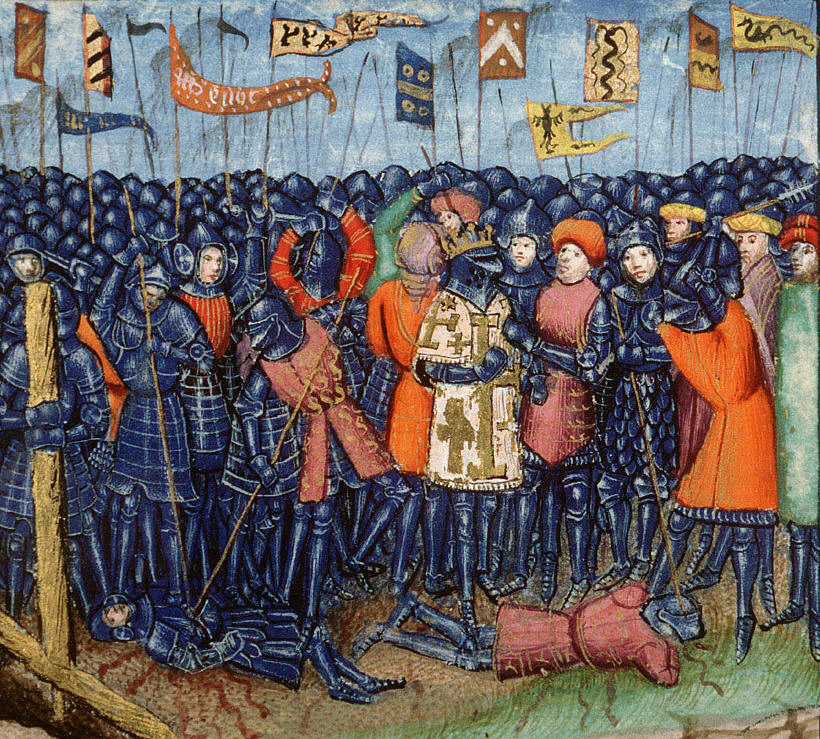
A batalha de Hatim num manuscrito do século XV

Os novos monarcas concederam mais territórios de Toron a Joscelino, que por seu lado os ofereceu como dote à sua filha mais velha Beatriz, pelo noivado desta com Guilherme de Valença irmão de Guido de Lusinhão. A sua segunda filha Inês casaria com um sobrinho de Guido, mas se Beatriz morresse ainda na menoridade, Guilherme casar-se-ia com Inês.
Com Balião de Ibelin, Joscelino comandou a retaguarda na batalha de Hatim a 4 de Julho de 1187, de ambos escaparam para fugir para Tiro. A 8 de Julho, Saladino cercou São João de Acre e Joscelino rendeu-se no dia seguinte, sob a condição de este poupar as vidas da população. No entanto, indignada com a pouca resistência oferecida, esta revoltou-se e incendiou parte da cidade.
Com todos os seus domínios perdidos, Joscelino juntou-se ao cerco de Acre da Terceira Cruzada. O último documento assinado pelo conde de Edessa foi um foral de 25 de Outubro de 1190, após a morte de Sibila. No mês seguinte, Isabel, pretendente rival de Guido pela coroa de Jerusalém, restaurou a posse do Castelo Real e Toron a Onofre de Toron, aquando da sua eventual reconquista, ao aceitar o anulamento do seu casamento.
É assim bastante provável que Joscelino tenha morrido durante o cerco a Acre, uma vez que não há registo de ter levantado objecções a estas disposições, que teriam acabado com as hipóteses de as suas filhas se casarem com a Casa de Lusinhão. No entanto, só há a certeza da sua morte em Outubro de 1200. O senhorio de Joscelino foi comprado em 1220 às suas filhas por Hermann de Salza, mestre dos Cavaleiros Teutónicos.

## Casamentos e descendência
Após o seu resgate do cativeiro em 1175, Joscelino casou-se com Inês de Milly, filha de Henrique de Milly, senhor de Petra (senhorio vassalo do Reino de Jerusalém), de quem teve duas filhas:
- Beatriz (morta depois de 1245), noiva de Guilherme de Valença em 1186, mas casada em 1208 com o conde Otão de Heneberga, de quem enviuvou em Janeiro de 1247.
- Inês, noiva de um sobrinho de Guido de Lusinhão em 1186, mas casada em 1200 com Guilherme de Amandoleia, um normando da Calábria que se tornou senhor de Escandeleão, outro senhorio vassalo do Reino de Jerusalém[3].